# 如
如（藏語：རུ，威利转写：ru），又譯茹，是吐蕃的一种一级行政区，字面意思为“部”或“翼”，由大论噶尔·东赞域松于松赞干布在位期间设立。吐蕃时期总共设有六个如。

## 沿革
七世纪初，松赞干布建立吐蕃王朝。在王朝初期，松赞干布通过会盟与分封的方式，设立了十八个采邑（དབང་རིས་）。随后，出于加强中央集权的需要，噶尔·东赞整合各个采邑，建立了伍如、叶如、如拉三如。
囊日论赞时期，吐蕃征服藏（རྩང，今日喀则市拉孜镇、卡孜乡、桑珠孜区一带）小邦，后来成为大藏（རྩང་ཆེན）小邦。684年，吐蕃将大藏的四个岸（མངན，一种行政区）合并为两个。687年，吐蕃在大藏确定田赋数额，并镇压了当地的叛乱。731年，大论没卢·炯桑沃尔芒（འབྲོ་ཅུང་བཟང་འོར་མང）召开议事会（འདུན་མ），办理大藏的权力移交手续，建立叶如。
南如的前身为新唐书所载多弥、难磨等国。范围包括今甘孜州、阿坝州、木里县、玉树州一带。
692年，吐蕃征服孙波，擒获其王曷苏（ཤོག་ཚིགས）。702年，趋·莽布支拉松（ཁུ་མང་པོ་རྗེ་ལྟ་ཟུང）和芒赞董洗（མང་རྩན་ལྡོང་ཞི）于南如之董卓木（མང་རྩན་ལྡོང་ཞི）召开多麦之议事会（འདུན་མ），建立孙波如。

## 结构
如一般分为上下两部，每部的长官为如本（རུ་དཔོན）或玛本（དམག་དཔོན），副长官为达瓦拉（དཔའ་ཟླ）。
如下属两种类型的二级行政单位，分别是倾向军政的东岱和倾向民政的域岱。在吐蕃扩张期间，大量东岱被外派执行军事任务。
每个如下属有“七官（དཔོན་བདུན）”，分别是：东本（སྟོང་དཔོན，东岱长官）、域本（ཡུལ་དཔོན，域岱长官）、玛本（དམག་དཔོན，军事长官）、戚本（ཆིབས་དཔོན，司马官）、安本（རྔན་དཔོན，财政官）、楚本（ཕྲུ་དཔོན，牧官）、昌本（དྲང་དཔོན，法官）。

## 列表
- 伍如（དབུ་རུ），字面意思是“中翼之如”，治所在逻些小昭寺[1]，辖区包括今拉萨市的大部分地区和山南市、那曲市的小部分地区[11]，总人口74万[12]。
- 约如（གཡོ་རུ），字面意思是“左翼之如”，治所在雅隆昌珠[1]，辖区包括今山南市、林芝市的大部分地区和拉萨市的小部分地区[11]，总人口70万[12]。
- 如拉（རུ་ལག），字面意思是“支翼之如”，又名藏如拉（གཙང་རུ་ལག），治所在柴之杜巴那（བྲད་ཀྱི་དུར་པ་སྣ，今萨迦县拉洛乡[13]）[1]，辖区包括今日喀则市的南部地区和尼泊尔的北部地区[11]，总人口72万[12]。
- 叶如（གྱས་རུ），字面意思是“右翼之如”，治所在香之雄巴园（ཤངས་ཀྱི་གྲོངས་པ་ཚལ，今南木林县雄雄寺[9][1]，辖区包括今日喀则市的北部地区和拉萨市、那曲市的小部地区[11]，总人口70万[12]。
- 南如（གནམ་རུ）[7]，又称难磨、多弥[8]，位于牦牛河（今通天河）流域，中心在丹玛（今石渠县、德格县境内原邓柯县一带[9]）。[11]
- 孙波如（སུམ་རུ），或称附属苏毗如（ཡན་ལག་གསུམ་རུ），治所在仓甲雪达巴园（ཚངས་རྒྱ་ཤོད་སྟག་བཚལ，今边坝县加纳乡丹达村[14]），辖区包括今那曲市、昌都市的大部分地区和拉萨市的小部分地区，以及玉树州、海西州的南部地区，[11]总人口12万左右[15]。